# Uzhanis
Uzhanis (in armeno Ուժանիս) è un comune di 87 abitanti (2010) della Provincia di Syunik in Armenia.